# Panama-Pacific International Exposition
De Panama-Pacific International Exposition (PPIE) was een wereldtentoonstelling die van 20 februari tot 4 december 1915 in San Francisco, in de Amerikaanse staat Californië, gehouden werd. Het Bureau International des Expositions heeft de tentoonstelling achteraf erkend als de 20e universele wereldtentoonstelling.
Het doel van de tentoonstelling was de opening van het Panamakanaal in 1914 te vieren, maar voor San Francisco was het vooral een kans om het herstel na de verwoestende aardbeving van 1906 te tonen. De expo vond plaats op een 2,6 km² grote site langs de noordkust van San Francisco - een gebied dat nu bekendstaat als de Marina - en trok ongeveer 18,8 miljoen bezoekers.
De bouwstijl voor de Panama–Pacific International Exposition was overwegend beaux-arts. Het Nederlandse paviljoen werd ontworpen door Willem Kromhout. Er zijn nagenoeg geen overblijfselen van de expositie in het moderne San Francisco. Het Palace of Fine Arts is het enige resterende bouwwerk dat nog op zijn oorspronkelijke plaats staat; het gebouw is echter een kopie van het oorspronkelijke paviljoen. In 1964 werd het oude gebouw gesloopt, om het jaar daarna heropgebouwd te worden.
Ook op deze World Fair waren vele nieuwe ontwikkelingen te zien, zoals onder meer de ukelele. Alexander Graham Bell demonstreerde er een transatlantische telefoonverbinding. Ook was er een glazen kopie gebouwd van het Casa dei bambini, de Romeinse school van Maria Montessori. In het glazen lokaal werd daadwerkelijk les gegeven aan een groep achterbuurtkinderen, en de stand in het Italiaanse paviljoen trok veel belangstelling.

## Nederlandse bijdragen
Tijdens deze wereldtentoonstelling werd onder andere werk van zes Nederlandse aardewerkfabrieken getoond; de Arnhemsche Fayencefabriek, De Porceleyne Fles, Plateelbakkerij Zuid-Holland, De Distel, St. Lukas en de Fabriek van Brouwer's Aardewerk. Zij exposeerden in een gezamenlijk gehuurde expositieruimte in het Palace of Varied Industries. De kunstschilder Henriëtte Asscher (1958-1933) won op de tentoonstelling een zilveren medaille.

## Panama-California Exposition
Gelijktijdig met de Panama–Pacific International Exposition liep de Panama-California Exposition in San Diego. Veel exposanten gingen na afloop van de Panama-Pacific in San Francisco naar deze langerlopende andere expo, veelal omdat ze door de Eerste Wereldoorlog niet konden terugkeren naar Europa.

## Naslagwerken
- (en)  Zoë’s Panama-Pacific International Exposition website
- (en)  SF Images: oude foto’s van de tentoonstelling
- (en)  California Digital Library: Brochure van tentoonstelling uit 1915